# Elisabeta a Danemarcei
Elisabeta a Danemarcei (n. 14 octombrie 1524, Danemarca, Regatul Danemarcei⁠(d) – d. 15 octombrie 1586, Gedser⁠(d), regiunea Sjælland, Danemarca) a fost prințesă daneză prin naștere și prin căsătorie Ducesă de Mecklenburg-Schwerin și mai târziu de Mecklenburg-Güstrow. A fost fiica cea mare a regelui Frederic I al Danemarcei și a celei de-a doua soții, Sofia de Pomerania.

## Biografie
Elisabeth a fost crescută la curtea daneză a fratelui ei vitreg și a fost descrisă ca o frumusețe extraordinară. În 1542 a fost logodită și la 26 august 1543 Elisabeta s-a căsătorit cu Ducele Magnus al III-lea de Mecklenburg-Schwerin (4 iulie  1509 – 28 ianuarie 1550). Mariajul a rămas fără copii. S-a întors în Danemarca în 1551 unde a rămas până la cea de-a doua căsătorie, în 1556.
La 14 februarie 1556 s-a recăsătorit cu Ducele Ulrich al III-lea de Mecklenburg-Güstrow cu care a avut un singur copil, o fiică, Sophie, care se va căsători cu regele Frederic al II-lea al Danemarcei în 1572. Relația ei cu Ulrich a fost descrisă ca fiind una fericită.
Elisabeta a vizitat frecvent curtea daneză și de asemenea, pe fosta ei cumnată Dorothea. După ce fiica ei a devenit regină a Danemarcei în 1572, vizitele ei în Danemarca au devenit mai lungi.
A fost descrisă ca fiind o persoană blândă, sensibilă, religioasă și practică. A fost activă în Mecklenburg-Güstrow: a reconstruit biserici în Güstrow și Doberan și a susținut spitalele și mănăstirile. A murit la vârsta de 62 de ani, după ce s-a întors din una din vizitele ei în Danemarca.
Nepoata Elisabetei, Ana a Danemarcei s-a căsătorit cu regele Iacob I al Angliei. Astfel, începând de atunci, fiecare monarh britanic a fost descendentul ei direct, inclusiv actuala regină Elisabeta a II-a.